# والتر دبليو. بيكون
والتر دبليو. بيكون هو سياسي أمريكي، ولد في 20 يناير 1880 في نيو كاسل في الولايات المتحدة، وتوفي في 18 مارس 1962 في ويلمنغتون في الولايات المتحدة. نشط حزبياً في الحزب الجمهوري. وقد انتخب حاكم ولاية ديلاوير ‏ (21 يناير 1941 – 18 يناير 1949).